# 번쾌

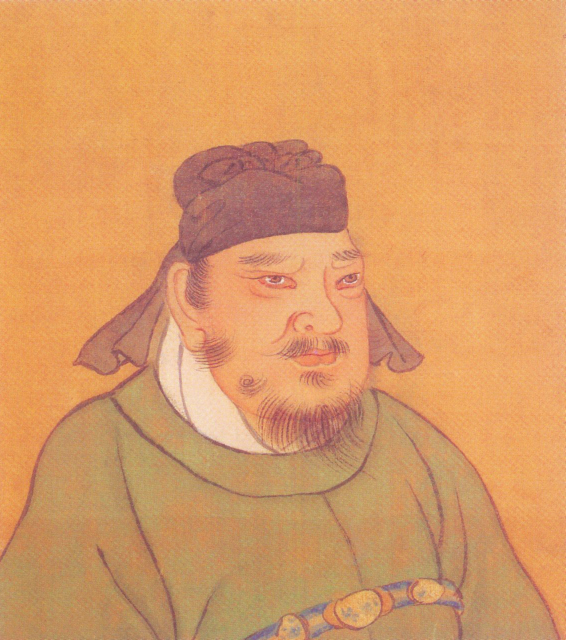
번쾌

번쾌(樊噲, ? ~ 기원전 189년)는 초한쟁패기, 전한 초기의 군인, 정치가이다. 작위는 무양후(舞陽侯), 시호는 무후(武侯)이다. 한 고조를 따라 거병하여 전한의 건국에 큰 공을 세웠다.
역발산기개세(力拔山氣蓋世)의 항우와 비교될 만큼 괴력의 소유자로, 고조의 선봉에 서서 수많은 공을 세웠다. 유방이 즉위한 뒤 좌승상, 상국이 되었으며, 그 뒤 여러 반란을 평정하였다. 공신 서열 5번째, 무양후에 봉해지고 식읍 5,000호를 하사받았다.
고조의 장인인 여문의 둘째 딸과 결혼해 고조와 동서지간이기도 하다.
역사가 배인(裴駰)은 번쾌는 중국 사천군 패현의 백정 출신으로 유방과 같은 고향 사람이었으며 무시무시한 힘으로 주군 유방을 보좌한 인물이라 평했다.

## 일대기
원래는 개 도축업자였는데, 고조가 거병하자 고조를 따라 패를 함락했다. 고조가 패공이 되자 사인이 되었고, 사수와 패 싸움에서 전공을 세워 국대부의 작위를 받았다. 패공이 장함의 군사를 복양에서 공격할 때 가장 먼저 성에 오르는 공을 세워 열대부의 작위를 받았다. 호유에서 삼천군수 이유를 무찔러 상간작을 받았다. 동군수 등이 지키는 성무를 격파해 오대부가 되었다. 개봉에서 조분의 군대를 격파하고 가장 먼저 성벽에 올라 경작을 받았다. 완릉 공격에서 가장 먼저 성벽에 올라 후에 봉해지고 현성군의 봉호를 받았다. 장사와 환원을 공격하고, 남양수 의가 지키는 양성을 공격하고 완성에서는 가장 먼저 성벽에 올랐다. 이 공적들로 봉읍이 더 늘어났다.
기원전 206년, 패공이 관중에 들어가 함양을 점령하고 궁궐에 들어가 쉬려 하자, 장량과 함께 간해 성내를 약탈하는 것을 막았다. 패공이 함곡관을 닫아 노공 항우를 분노시켰기 때문에 벌어진 홍문의 회에서, 범증이 패공을 암살할 계획을 짰다. 번쾌는 일이 급하게 되었다고 듣자 방패를 들고 영채로 들어가 패공을 호위했다. 번쾌의 호위 덕분에 패공은 연회장을 빠져나와, 몰래 달아나 범증의 꾀에서 목숨을 지킬 수 있었다.
항우가 곧 진나라를 멸하고 패공을 한왕으로 봉하자, 번쾌는 열후가 돼 임무후의 호를 받았고, 낭중이 됐다.
한왕이 삼진으로 진격할 때, 번쾌는 별도로 군사를 이끌고 서현승을 공격했으며 장함의 경기병과 경전차를 무찔렀다. 이후에도 옹 · 태를 무찔렀고, 장평이 있는 호치를 격파했고, 가장 먼저 적진에 올랐다. 조분 · 하미 · 괴리 · 유중 · 함양을 쳤고, 폐구 수공에서 공적이 으뜸이었다. 외황에서 왕무와 정처를 격파하고 노 · 하구 · 설 등을 함락했다. 그러나 팽성 전투에서 패배하면서 번쾌의 점령지는 모두 항우가 수복했다. 이후 번쾌는 광무를 수비했고, 한왕 5년(기원전 202년), 한왕이 항우를 추격할 때 번쾌는 양가(陽夏)를 함락했다. 항우를 진에서 포위해 격파했고, 호릉을 도륙했다. 항우가 죽자, 전공을 인정받아 식읍 8백 호를 더 받았다.
7월, 연왕 장도가 반란을 일으키자 고조를 따라 종군해 장도를 사로잡고 반란을 평정했다. 초왕 한신이 반란을 모의하자 다시 고조를 따라 한신을 사로잡고 초나라를 평정했다. 열후에 봉해지고 무양을 봉읍으로 받았다. 한왕 신이 모반하자 고조를 따라 종군해 주발과 함께 곽인에서 운중까지 평정했다. 진희와 만구신의 군대를 공격해 격파했고 청하에서 상산까지 이르는 27현을 항복시켰다. 이 공으로 상국이 되었다. 계속해서 진희의 별장 왕황과 한왕 신을 공격했고 부하가 한왕 신을 죽였으며, 대나라 장군 조기를 베었고, 승상 풍량(馮梁) 등 10여 명을 포로로 잡았다. 연왕 노관이 모반하자 영포의 난 진압에서 중상을 입어 임종을 눈앞에 둔 고조를 대신해 상국을 맡아 진압군의 대장으로 출진해 노관의 승상 저를 계남에서 격파하고 열여덟 현을 평정했다.
영포의 난 진압에서 중상을 입은 고조가 침상에 누워 주발, 관영 등 모든 신하들의 접견을 금지하자, 직접 궁문을 밀치고 들어가니 대신들도 그 뒤를 따라 함께 고조를 알현하고 다시 접견하기를 청했다.
노관의 난을 진압하기 위해 고조가 번쾌를 상국으로 봉해 군을 이끌고 간 사이, 번쾌가 황후의 친정이자 자신의 처가인 여씨와 결탁해 고조가 총애하는 첩 척부인과 그 소생 유여의를 죽이려고 한다는 참소가 들어왔다. 고조는 이를 믿어 주발과 진평을 보내 주발로 번쾌를 대신하게 하고 진평에게 번쾌를 처형하라고 하였으나, 진평은 황후의 보복을 두려워해 번쾌를 죽이지 않고 다만 장안으로 압송했다. 장안에 도착했을 때에는 이미 고조가 죽어서 석방되었다.
혜제 6년(기원전 189년)에 죽어, 시호를 무후라 했다.

## 가계
아들 번강이 번쾌의 작위와 식읍을 물려받았다. 번쾌의 부인 여수의 행패가 심해, 여씨가 축출될 때 번강도 같이 죽었다.
전한 문제가 즉위하자 끊어진 번쾌의 후계를 서자 번시인이 이어받았다. 29세에 죽어 강후(荒侯)란 시호를 받았다.
번타광이 번시인의 뒤를 이었다. 6년 후, 번씨 집의 사인이 죄를 짓고 원망해 번타광이 번시인의 친자가 아니라고 고변했고, 조사 후 번타광은 작위를 뺏겨 무양후의 봉국은 망했다.
원광 4년(기원전 131년), 조서로 번쾌의 증손인 장릉불경 번승객에게 조서를 내려 부역을 면제해 주었다.